# 심해 지진해일 평가 및 보고 체계

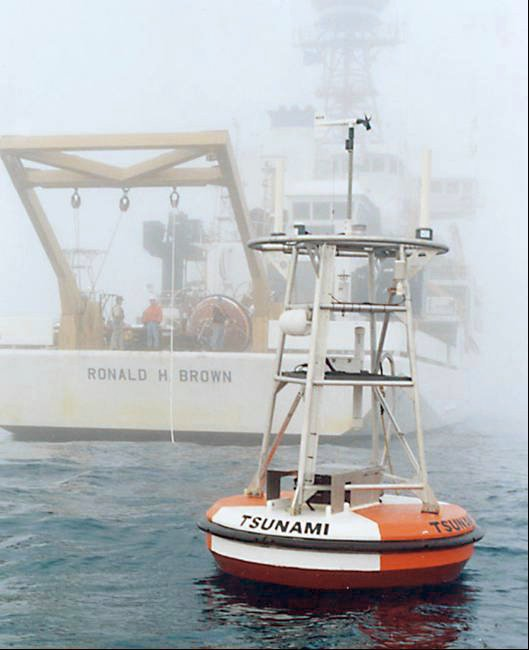
DART 프로젝트로 설치한 부표

심해 지진해일 평가 및 보고 체계(DART)란 지진해일 경보 체계에서 사용하는 추가 정보 수집 체계이다.

## 같이 보기
- 지진해일